# Lordz.io
Lordz.io es un videojuego de navegador masivo en línea cuyo objetivo principal es vencer a otros oponentes en la guerra. La perspectiva del videojuego es de plano cenital, es decir, un ángulo de enfoque superior que enfoca a los personajes dentro del mapa. Este videojuego está diseñado con tecnología HTML5, lo que lo hace compatible con múltiples plataformas como computadoras de escritorio, computadoras portátiles, teléfonos inteligentes y tabletas.Desde su lanzamiento, Lordz.io ha recibido críticas mayormente positivas por parte de los jugadores, destacándose por su jugabilidad accesible, su dinámica de estrategia en tiempo real y su estilo gráfico minimalista pero funcional.

## Modo de juego
Lordz.io es un videojuego en línea donde el personaje principal es un rey guerrero, que debe recolectar oro para vencer a sus adversarios. En cada viaje de la travesía, se encontrará edificios mejorables con algunos recursos disponibles. Además, dentro del mapa, se encuentra una serie de herramientas y recursos con los cuales se podrá evolucionar y aumentar el poder del reino.
- Minas de oro: Estas se pueden mejorar tres veces. En la primera, se aumentará un 3 % la producción de oro; en la segunda, se aumentará un 6 %; y por último, en la tercera, se aumentará un 9 %.

- Casas: En todas sus etapas, permite al jugador tener espacio para 25 soldados más. Debe tomarse en cuenta que los dragones y los monstruos ocupan el espacio de 10 soldados.

- Torres de arqueros: Se pueden mejorar un 15 % en todas sus fases.

- Torre de hechizos: En su primera fase, aumentará un 10 % en ataque; en su segunda fase, aumentará un 20 % y en su tercera fase, aumentará un 30 %. Por otro lado, las tropas podrán mejorar al principio del juego en la opción «equipo a carta».

## Tecnología
El videojuego usa WebSockets para comunicarse con el servidor, un protocolo de baja latencia incluido en el estándar HTML5 que la mayoría de los navegadores soporta. En este sentido, es similar a otros videojuegos en línea, como Agar.io y Slither.io.